# Flaggen und Wappen der Staaten Venezuelas
Diese Liste zeigt die Flaggen und Wappen der Staaten Venezuelas.

## Liste
| Lage | Wappen | Flagge | Bundesstaat            | Anmerkungen |  |
| ---- | ------ | ------ | ---------------------- | --- |  |
|      |        |        | Amazonas               | Die Flagge führt in der Mitte eine goldgeränderte braune Umrisskarte mit Sternen für die Kommunen Atures, Autana, Manapiare, Atabapo, Alto Orinoco, Guainía und Río Negro. Der stilisierte Berg steht für den legendären Cerro Autana, während das Gesicht für die verschiedenen indigenen Völker des Staates steht. Spanisches Motto: „Honor y Lealtad“ (Ehre und Treue) |  |
|      |        |        | Anzoátegui             | Die Flagge führt am Liek das Wappen des Staates und in der Mitte der Flagge eine Umrisskarte Anzoáteguis. Spanisches Motto: „Tumba de sus tiranos“ (Grab seiner Tyrannen) |  |
|      |        |        | Apure                  | |  |
|      |        |        | Aragua                 | |  |
|      |        |        | Barinas                | Spanisches Motto: „Dios y Federación“ (Gott und die Föderation) |  |
|      |        |        | Bolívar                | - |  |
|      |        |        | Carabobo               | Lateinisches Motto: „Ocassus servitutis“ (Untergang der Knechtschaft) |  |
|      |        |        | Cojedes                | Lateinisches Motto: „Ad sum.“ (Ich bin da.) |  |
|      |        |        | Delta Amacuro          | Spanisches Motto: „La Paz en la Federación“ (Der Friede in der Föderation) |  |
|      |        |        | Falcón                 | Spanisches Motto: „Dios y Federación“ |  |
|      |        |        | Guárico                | Spanisches Motto: „Si amas la libertad, ven a mis pampas.“ (Wenn du die Freiheit liebst, komm in meine Ebenen!) |  |
|      |        |        | Lara                   | |  |
|      |        |        | Mérida                 | |  |
|      |        |        | Miranda                | |  |
|      |        |        | Monagas                | Spanisches Motto: „Resistió con valor“ |  |
|      |        |        | Nueva Esparta          | |  |
|      |        |        | Portuguesa             | Spanisches „Motto: Honor y Gloria“ (Ehre und Ruhm) |  |
|      |        |        | Sucre                  | |  |
|      |        |        | Táchira                | Spanisches Motto: „En unión y libertad“ |  |
|      |        |        | Trujillo               | |  |
|      |        |        | Vargas                 | Spanisches Motto: „Igualdad, Libertad, Propiedad y Seguridad“ (Gleichheit, Freiheit, Eigentum und Sicherheit) |  |
|      |        |        | Yaracuy                | |  |
|      |        |        | Zulia                  | |  |
|      |        |        | Dependencias Federales | |  |
|      |        |        | Bundesdistrikt Caracas | |  |